# Кирил Стоянов
Вижте пояснителната страница за други личности с името Кирил Стоянов.
Кирил Стоянов – Сливаров е български просветен деец и революционер, деец на Вътрешната македоно-одринска революционна организация.

## Биография
Стоянов е роден в гостиварското село Маврово в 1878 година. Завършва първия випуск на българското педагогическо училище в Скопие през 1898 година и учителства в българските училища в Крива паланка, Куманово и Скопие. Влиза във ВМОРО и от 1903 година е ръководител на Скопския окръжен комитет на организацията. Делегат е на Скопския конгрес на ВМОРО от 1906 година.
Умира в 1909 година в Скопие.